# Sandschakbahn

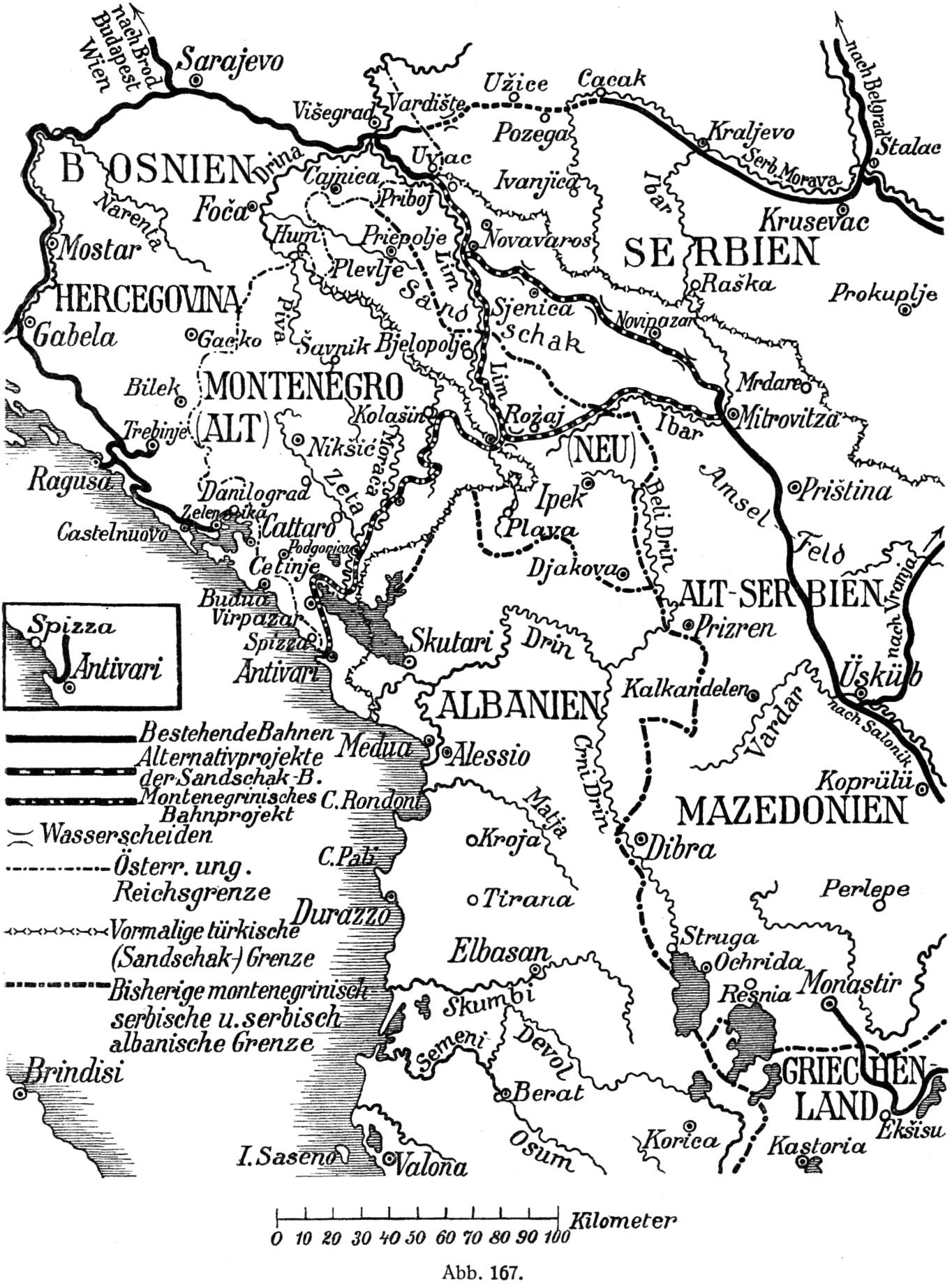
Karte der von Wittek 1917 geplanten Sandschakbahn (mit beiden Planungsvarianten)

Die Sandschakbahn (auch Sandžak-Bahn) war eine auf ursprünglichen Plänen der Orientbahn 1908 durch Lexa von Aehrenthal neu initiierte, und nie realisierte normalspurige Bahnstrecke im Osmanischen Reich in Südosteuropa, die den Bahnanschluss zwischen dem Terminus der schmalspurig ausgeführten Bosnischen Ostbahn in Vardište und dem bestehenden Terminus der normalspurigen Orientbahn bei Mitrovica herstellen sollte. Die Ankündigung im Erhalt der Konzession zur Prüfung der Trasse durch das Osmanische Reich am 27. Januar 1908 führt nachfolgend zu einer europäischen Krise, in der Österreich-Ungarn zwar einen politischen Vorteil auf der Balkanhalbinsel herausholte, jedoch sein Verhältnis zum Dreibund und Serbien beschädigte.

## Geschichte
Die Idee, eine Eisenbahn durch den Sandschak Novi Pazar zu errichten, geht auf die späten 1860er Jahre zurück. Im Jahr 1869 erhielt die Chemins de fer Orientaux von Baron Maurice de Hirsch unter anderem die Konzession zur Errichtung der Bahnstrecken Istanbul/Thessaloniki – Mitrovica – Sandschak – Sarajevo – Banja Luka – österreichische Grenze bei Doberlin (Dobrljin).
Für Österreich-Ungarn war vor allem der Zugang zum Ägäishafen Thessaloniki wichtig. Dieses Projekt wurde jedoch nur zu geringen Teilen realisiert: die k.u.k. Militärbahn Banjaluka – Doberlin über Novi (Eröffnung: 24. Dezember 1872) und Thessaloniki – Mitrovica (1874). Der Rest, insbesondere die eigentliche Sandschak-Linie, blieb weitestgehend unausgeführt. Es kam nur noch zur Umsetzung kleinerer Projekte: 1882 wurde Banja Luka via Doberlin – Sunja – Sisak an das Netz der Österreichisch-Ungarischen Monarchie angebunden (Bahnstrecke Zagreb–Belgrad ab 1891; heutige kroatische R102 und Teile der M104).
1906 wurde die 760-mm-spurige Bosnische Ostbahn (Sarajevo–Uvac) dem Verkehr übergeben. Ihr Unterbau war bereits für die Normalspur ausgelegt, also Teil des Wien–Sandschak–Saloniki-Projektes. Bis 1908 kam es zu Mappierungsarbeiten entlang der Grenze des Sandschak und Bosnien-Herzegovina, die aber immer wieder unterbrochen wurden.
Eine normalspurige Schließung der Lücke zwischen Banja Luka und Sarajevo (via Jajce) einerseits und zwischen Uvac, Novi Pazar und Mitrovica andererseits war jedoch so aufwändig, dass diese nie ausgeführt wurde. Der ehemalige Eisenbahnminister Heinrich von Wittek brachte deshalb in einem 1917 publizierten Artikel die schmalspurige Errichtung der Sandschakbahn in die Diskussion. Hierbei hatte er zwei Varianten ins Auge gefasst: Die Linie via Novi Pazar und die Linie durch das Limtal. Aufgrund des Ausgangs des Ersten Weltkriegs kam das Projekt jedoch endgültig zum Erliegen.